# Orquestra Sinfônica Novo Mundo
A Orquestra Sinfônica do Novo Mundo é uma orquestra baseada em Miami, Flórida, Estados Unidos. É a única orquestra estadunidense dedicada em preparar e graduar jovens. Existem mais de seiscentos alunos em cento e sessenta e sete orquestras de dezessete países.
Fundada em 1987 sob a direção artística do maestro Michael Tilson Thomas. A orquestra oferece concertos de Outubro a Maio no Teatro Lincoln que incluem obras sinfônicas, séries músicas de câmara sob a regência Scott Nickerenz, séries de músicas de percussão sob a regência de Michael Linville, séries de novas músicas, concertos pequenos, séries de família e recitais e festivais especiais.
Além de Thomas, outros maestros que conduziram a orquestra recentemente foram Paavo Järvi, Sir Neville Marriner, Oliver Knussen, David Robertson e Mark Wigglesworth. E a orquestra já realizou turnês por Roma e pelo Carnegie Hall em Nova Iorque.